# Леканоровые (порядок)
Лекано́ровые (лат. Lecanorales) — порядок грибов, входящий в подкласс Леканоромицетовые (Lecanoromycetidae) класса Леканоромицеты (Lecanoromycetes). Один из самых крупных порядков лихенизированных аскомицетов.

## Описание
Слоевища могут быть как накипными, так и листоватыми и кустистыми. Талломы могут быть гомеомерными и гетеромерными, но у большинства видов он хорошо развит с ясно дифференцированной анатомической структурой. Плодовые тела — апотеции. Диск апотециев окружён хорошо развитым собственным или слоевищным краем. В апотециях развиваются настоящие парафизы. Сумки унитуникатные, тонкослойные, в них образуются от 1 до 8 и более (иногда до 200) спор. Споры различного строения, одноклеточные, многоклеточные, бесцветные и коричневые. 
Анаморфы малоизученные, пикнидиальные, известны не у многих представителей.
Фотобионтом может быть как цианобактерия, так и зелёная водоросль.

## Среда обитания и распространение
Представители порядка широко распространены по всему земному шару и осваивают все возможные типы субстратов.

## Классификация
Согласно базе данных Catalogue of Life на декабрь 2022 года порядок включает следующие семейства и роды, не отнесённые к семействам:
- Aphanopsidaceae Printzen et Rambold, 1995 — Афанопсидовые
- Biatorellaceae M.Choisy ex Hafellner et Casares, 1992
- Bruceomycetaceae Rikkinen et A.R. Schmidt, 2016
- Byssolomataceae Zahlbr., 1926
- Carbonicolaceae Bendiksby et Timdal, 2013 — Карбониколовые
- Catillariaceae Hafellner, 1984 — Катиляриевые
- Cladoniaceae Zenker, 1827 — Кладониевые
- Dactylosporaceae Bellem. et Hafellner, 1982 — Дактилоспоровые
- Ectolechiaceae (Vain.) Zahlbr., 1905 — Эктолехиевые
- Gypsoplacaceae Timdal, 1990 — Гипсоплаковые
- Haematommataceae Hafellner, 1984 — Гематоммовые
- Lecanoraceae Körb., 1855 — Леканоровые
- Malmideaceae Kalb, Rivas Plata et Lumbsch, 2011
- Pachyascaceae Poelt ex P.M. Kirk, P.F. Cannon et J.C. David, 2001
- Parmeliaceae F. Berchtold et J.S. Presl, 1820 — Пармелиевые
- Pilocarpaceae Zahlbr., 1905 — Пилокарповые
- Psilolechiaceae S. Stenroos, Miądl. et Lutzoni, 2014
- Psoraceae Zahlbr., 1898 — Псоровые
- Ramalinaceae C.Agardh, 1821 — Рамалиновые
- Ramboldiaceae S. Stenroos, Miądl. et Lutzoni, 2014 — Рамбольдиевые
- Scoliciosporaceae Hafellner, 1984 — Сколициоспоровые
- Sphaerophoraceae Fr., 1831 — Сферофоровые
- Stereocaulaceae Chevall., 1826 — Стереокаулоновые
- Tephromelataceae Hafellner, 1984 — Тефромеловые
- Роды леканоровых, не отнесённые к семействам (incertae sedis):
  - Bruceomyces Rikkine, J, 2007
  - Coronoplectrum Brusse, 1989
  - Ivanpisutia S.Y. Kondr., L. Lőkös et Hur, 2015
  - Joergensenia Passo, S. Stenroos et Calvelo, 2008
  - Myochroidea Printzen, T. Sprib. et Tønsberg, 2008
  - Neopsoromopsis Gyeln., 1940
  - Psoromella Gyeln., 1940 — Псоромелла
  - Puttea S. Stenroos et Huhtinen, 2009
  - Ramalea Nyl., 1866